# Макферсон, Джини
Джини Макферсон (англ. Jeanie MacPherson, 18 мая 1886, Бостон — 26 августа 1946[…], Лос-Анджелес, Калифорния) — американская актриса немого кино и сценарист.

## Биография
Родилась в Бостоне, а образование получила в Париже и Чикаго, где обучалась танцам у Фёдора Козлова. Её первый сценический опыт пришёлся на время обучения в музыкальном колледже Чикаго, а в 1908 году состоялся её кинодебют в картине Д. У. Гриффита «Роковой час». Далее последовали новые роли в таких картинах как «Авантюра леди Хелен» (1909), «Спекуляция пшеницей» (1909), «Ростовщик» (1910), «Его преданность» (1911), «Оправданное доверие» (1911), «Последняя капля воды» (1911) и «Кармен» (1915). Большинство картин в которых она снималась были короткометражками, а в общей сложности за годы своей карьеры, продолжавшейся до 1915 года, Макферсон появилась почти в 140 фильмах.
После завершения актёрской карьеры Макферсон сосредоточилась на работе сценариста. На протяжении многих лет она работала в «Paramount Studios», где сотрудничала с такими режиссёрами как Д. У. Гриффит и Луис Б. Майер. Макферсон принимала участие в написании сценариев полусотни картин, среди которых «Не меняйте вашего мужа» (1919), «Мужское и женское» (1919), «Десять заповедей» (1923), «Царь царей» (1927), «Мадам Сатана» (1930), «Пожнёшь бурю» (1942) и «Флибустьер» (1958). В 1927 году она стала одной из основателей Академии кинематографических искусств и наук.
Джени Макферсон умерла в Лос-Анджелесе в 1946 году от рака в возрасте 59 лет и была похоронена на кладбище «Hollywood Forever». Её вклад в киноиндустрию США отмечен звездой на Голливудской аллее славы.